# Ojas
Ojas (sanskrit IAST ; devanagari : ओजस्) est un terme utilisé dans l'hindouisme, notamment le yoga, qui signifie « force, énergie, puissance ». C'est une « énergie spirituelle » emmagasinée dans le cerveau, qui peut être alimentée par la sublimation de l'énergie sexuelle. 

## Origine
Selon Jan Gonda, Ojas était dans le Véda une « Puissance ou Énergie vitale, créatrice qui, distinguée de la force physique ou la dominant », était attribuée à Indra, ainsi qu'à d'autres dieux. Parfois les dieux sont simplement appelés Ojas.

## Descriptions
Selon Vivekananda : « Les yogis prétendent que, de toutes les énergies que renferme le corps humain, la plus haute est celle qu’ils appellent ojas. Or, cet ojas est emmagasiné dans le cerveau, et plus il y a d’ojas dans la tête d’un homme, plus l’homme est puissant, intelligent, et spirituellement vigoureux. Tel homme peut employer de belles paroles et exprimer de belles pensées sans faire aucune impression sur ceux qui l’écoutent ; tel autre, sans beau langage et sans belles idées, charme par ses paroles. Chacun de ses mouvements a de la puissance. C’est la puissance d’ojas. Or, en chaque homme se trouve emmagasinée une quantité plus ou moins grande d’ojas. Toutes les forces qui travaillent dans le corps deviennent à leur degré suprême, des ojas. Il faut vous rappeler qu’il ne s’agit là que d’une transformation. La même force qui est à l’œuvre en dehors de nous comme électricité ou comme magnétisme se changera en force intérieure ; les mêmes forces qui opèrent comme énergie musculaire se transformeront en ojas. Les yogis nous disent que la partie de l’énergie humaine qui s’exprime comme énergie sexuelle, comme pensée sexuelle, se transforme facilement en ojas lorsqu’on la refrène et qu’on la dirige ».
Selon Jean Herbert, « l’injonction de continence (brahmacharya), sur laquelle insistent tous les moralistes hindous, n’a pas seulement, comme on pourrait s’y attendre, un caractère moral. Elle procède aussi, et peut-être surtout, de conceptions physiologiques nettement déterminées. Pour les hindous, en effet, la force (ojas) que l’être humain dépense dans l’activité sexuelle, en pensées et en actes, est précisément la même qui, autrement dirigée, permet le progrès spirituel. »
Selon Lilian Silburn : « Énergie consciente, la kuṇḍalinī est à l'origine des deux courants qui régissent la vie : prāṇa, énergie vitale, et vīrya, efficience virile au sens large, le premier mettant l'accent sur l'aspect épanoui de l'énergie et le second sur son intensité adamantine. Ce sont les deux manifestations de la vitalité profonde (ojas) dont ils émanent avant de se fondre en une seule énergie à saveur unique (sâmarasya), béatitude propre à la fusion de la vie de l'instinct et de la vie intérieure et mystique. »